# Boldù
I Boldù furono una nobile famiglia di Venezia compresa nel patriziato sin dalla serrata del 1297.

## Storia
Giunsero in Laguna da Conegliano nell'800 (o nell'810). Eressero nel 1000 la chiesa di San Samuele e, più tardi, restaurarono quella di San Giacomo dall'Orio.
Dei Boldù si ricorda Leonardo, uomo d'armi distintosi nel 1473 contro i Turchi. Quindi Antonio, politico e diplomatico, inviato nel 1489 a pacificare l'imperatore Federico III con il re d'Ungheria Mattia Corvino e morto a Genova mentre si recava per un'analoga missione presso Ferdinando II di Aragona. Noto fu inoltre Giacomo, letterato e oratore, del quale si cita l'elogio funebre al patriarca Tommaso Donato. Poi Marcantonio, membro dei Crociferi, che stilò la storia del suo ordine. Giovanni Maria, uomo politico. Infine Filippo, che difese valorosamente Cisterne durante la guerra di Candia (1646). Non è chiaro se appartenesse alla stessa famiglia Giovanni Boldù, pittore e medaglista quattrocentesco poco noto.
A San Felice si trova ancora una calle Boldù dove dimorava un ramo della famiglia estintosi con  Giuseppe (1793-1837), podestà di Venezia sotto il Regno Lombardo-Veneto.